# 刘会 (元朝)
刘会，坚州（今山西省繁峙县东南）人，元朝初年政治人物。

## 生平
刘会和王兆都是坚州出身的将领。1217年（興定元年、丁丑），蒙古軍包围雁門，游兵至坚州，金朝官吏弃城逃走。城内之人推戴王兆、劉会为首領，计划在南山柵险自保。王兆认为无法抵御蒙古，于是和劉会十数人前往蒙古軍营，持牛酒，献攻取之策。蒙古軍指揮官任命王兆为左监军，刘会为军事判官。由判官升任为骁骑将军、坚州都元帅，兼节度使。他的儿子刘泽作为监国公主阿剌海别吉的人质，深蒙礼遇。刘泽妻子去世后，公主赐给他良家女作为继室。刘会去世后，刘泽袭任坚州军民长官。